# Allgemeiner Cäcilien-Verband für Deutschland
Der Allgemeine Cäcilienverband für Deutschland e. V. (abgekürzt ACV) wurde 1868 in Bamberg als Allgemeiner Deutscher Cäcilienverein gegründet und versteht sich als Dachverband der katholischen Kirchenmusik. Der Verbandssitz des ACV für Deutschland befindet sich in Regensburg. Schutzpatronin der katholischen Kirchenmusik und Namenspatronin des Verbandes ist die heilige Cäcilia von Rom, eine frühchristliche Jungfrau und Märtyrin.

## Der Verband

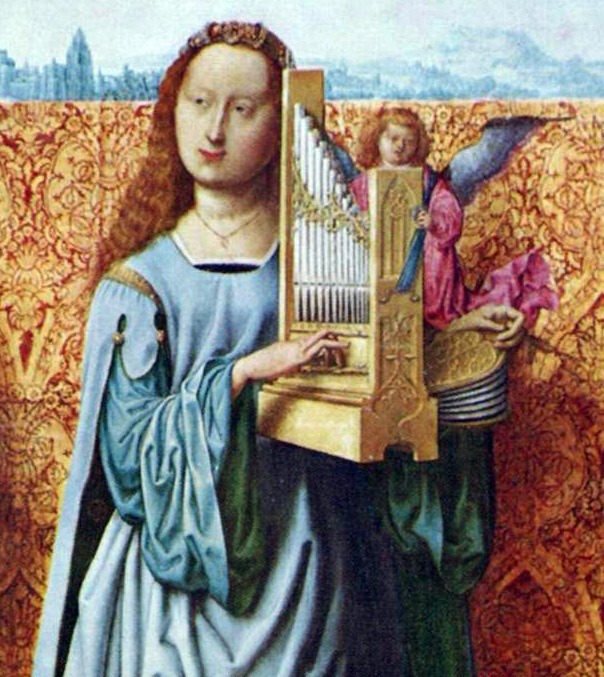
Namenspatronin Sankt Cäciliä

Laut seiner Satzung ist der Verband ein privater kanonischer Verein gemäß Can. 298 § 1 CIC und tätig im Bereich der Deutschen Bischofskonferenz sowie nach staatlichem Recht ein rechtsfähiger Verein bürgerlichen Rechts. 1870 erhielt er die Approbation durch Papst Pius IX. In dem Breve Multum ad movendos animos vom 16. Dezember 1870 ist nicht nur der Name des Verbandes festgelegt – Associatio sub titulo Sanctae Caeciliae pro universis Germanicae linguis Terris („Allgemeiner Cäcilien-Verband für die Länder der deutschen Sprache“) –, sondern auch seine internationale Zusammensetzung und seine kirchenrechtliche Stellung. Diese päpstliche Approbation wurde durch die Bestellung von Kardinalprotektoren ergänzt, die eine Aufsichts- und Vermittlerfunktion zwischen Verband und dem Heiligen Stuhl einnahmen. Ab 1970 wurde dieses Amt nicht wieder besetzt.
Nach dem Zweiten Vatikanischen Konzil (1962–1965) setzte eine Entwicklung ein, die letztlich dazu führte, dass der Allgemeine Cäcilien-Verband für die Länder der deutschen Sprache in drei selbständige Landesverbände (Deutschland, Österreich, Schweiz) geteilt wurde, die in der „Ständigen Konferenz der Allgemeinen Cäcilienverbände der Länder deutscher Sprache (SK-ACV)“ weiterhin zusammenarbeiten.
Der ACV fördert die Kirchenmusik durch kirchenmusikalische Tagungen und Veröffentlichungen. Der Verband gibt Anregungen zu kirchenmusikalischen Kompositionen und Forschungen. Er pflegt Kontakte zur evangelischen Kirche, dem Deutschen Musikrat und dem Bundesmusikverband Chor und Orchester (BMCO). 1951 wurde die Arbeitsgemeinschaft Pueri Cantores gegründet.
Der Verband wird von einem Präsidenten bzw. einer Präsidentin geführt, seit 2022 gibt es die Stelle eines hauptamtlichen Generalsekretärs.
Im August 2025 gab der Verband der Diözesen Deutschlands bekannt, seinen Zuschuss für den ACV in Höhe von jährlich 50.000 Euro ab 2027 streichen zu wollen. Das sind 40 % der Einnahmen des Cäcilien-Verbandes. Bischof Stephan Ackermann bezeichnete diese Entscheidung als „unumgänglich“. Dem ACV in der bisherigen Form droht damit das Aus. Die Zeitschrift Musica sacra soll jedoch unangetastet bleiben. Gegen dieses Vorgehen wurde eine Petition unter dem Titel  „Rettet das Rückgrat der Kirchenmusik“ gestartet.

## Hier klingt’s mir gut – das bundesweite Projekt für mehr Teilhabe in der Musik
Der ACV vergibt seit 2022 das Prädikat „Hier klingt’s mir gut“ und macht damit kirchliche und weltliche Chöre, Orchester und Ensembles sichtbar, die sich in besonderer Weise für Inklusion und Teilhabe einsetzen. Entsprechende Einrichtungen können sich bewerben oder vorgeschlagen werden. Das Projekt wird unter anderem von der Beauftragte der Bundesregierung für Kultur und Medien gefördert. Paten sind Caritas-Präsidentin Eva Maria Welskop-Deffaa und Bundespräsident a. D. Christian Wulff. Außerdem plant das Projekt mit einem wissenschaftlichen Beirat akademische Praxismodule zum Thema Musik und Teilhabe.

## Österreich
Der ACV in Österreich ist die Österreichische Kirchenmusikkommission. Sie wurde 1987 als Landesverband gegründet. Der Sitz ist in Salzburg.

## Schweiz
Der Schweizerische Katholische Kirchenmusikverband (SKMV), der ACV für die Schweiz, wurde 1988 als Landesverband für die deutschsprachige Schweiz gegründet.

## Liechtenstein
Ein 1872 gegründeter „Liechtensteiner Cäcilienverein“ war bis 1917 als eigenständiger Bezirk im „Vorarlberger Cäcilienverein“ vertreten, ab 1895 als „Liechtensteinischer Cäcilienverband“ mit den Bezirken Oberland und Unterland. 1919 ging dieser im neugegründeten „Fürstlich Liechtensteinischen Sängerbund (FSLB)“ auf und lehnte sich von 1944 bis 1975 an den Diözesan-Cäcilienverband des Bistums Chur. 1978 wurde der FSLB Mitglied des neu gegründeten Kirchenmusikverband Bistum Chur und tritt dort als liechtensteinische Landesvertretung auf.

## Kardinalprotektoren

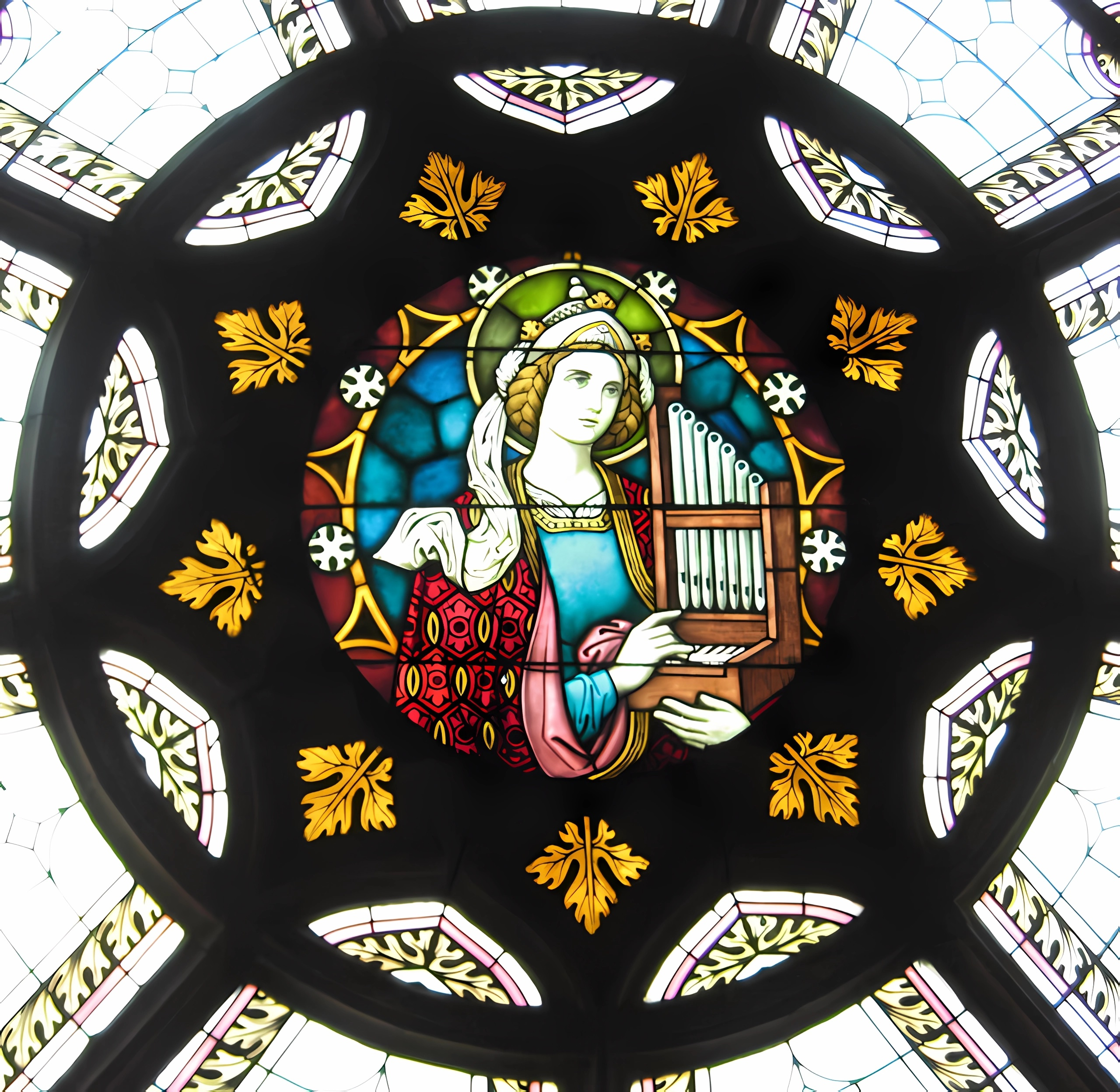
Hl. Cäcilia in der Rosette der Pfarrkirche St. Laurentius Sommerau

- 1870–1883: Antonino De Luca (1805–1883)
- 1884–1888: Domenico Bartolini (1813–1887)
- 1888–1897: Angelo Bianchi (1817–1897)
- 1897–1907: Andreas Steinhuber (1825–1907)
- 1908–1934: Pietro Gasparri (1852–1934)
- 1936–1946: Camillo Caccia Dominioni (1877–1946)
- 1946–1949: vakant
- 1949–1970: Giuseppe Pizzardo (1877–1970)

## Generalpräsides und Präsidenten
- 1868–1888: Franz Xaver Witt (1834–1888)
- 1889–1899: Friedrich Schmidt (1840–1923)
- 1899–1910: Franz Xaver Haberl (1840–1910)
- 1910–1926: Hermann Müller (1868–1932)
- 1926–1929: Karl Weinmann (1873–1929)
- 1930–1943: Johannes Mölders (1881–1943)
- 1943–1948: vakant
- 1948–1954: Friedrich Frei (1883–1959)
- 1954–1964: Johannes Overath (1913–2002)
- 1964–1971: Wilhelm Lueger (1911–1971)
- 1972–1984: Joseph Anton Saladin (1908–1996), stellvertretender Generalpräses 1972–1974
- 1984–1989: Udo Hildenbrand (* 1943), gewählter Generalpräses 1984–1985, kommissarischer Präses für Deutschland 1986–1989
- 1989–2018: Wolfgang Bretschneider (1941–2021), kommissarischer Präses für Deutschland 1989–1991, Präsident des ACV für Deutschland 1991–2018
- 2018–2022: Marius Schwemmer (* 1977)[9]
- 2022–2023: Judith Kunz (* 1981)[2]
- seit 7. November 2023: Markus Bosbach[10]

## Ehrenzeichen und Medaillen
Innerhalb des Verbandes gibt es die Möglichkeit, verdiente Mitglieder oder Chöre auszuzeichnen:
| Name                      | Beschreibung | Besonderheiten |
| ------------------------- | --- | --- |
| Cäcilienabzeichen         | Das Abzeichen ist ein Ehrenzeichen und wird als Auszeichnung für langjährige Kirchenchormitgliedschaft oder an Kirchenmusikerjubiläen verliehen. | Das Cäcilienabzeichen gibt es in einfacher Ausführung (ohne Kranz) und mit Silber- (25. Jubiläum) oder Goldkranz (40-jährige Mitgliedschaft) sowie mit der Zahl 50, 60 und 70 auf dem Kranz. Die Ehrenzeichen selbst sind aus Messing, versilbert bzw. vergoldet und ca. 10×10 mm groß. |
| Palestrina-Medaille       | Die Palestrina-Medaille wurde 1968 aus Anlass der Hundertjahrfeier des Allgemeinen Cäcilienverbandes für die Länder der deutschen Sprache gestiftet. | Sie wird allen aktiven Kirchenchören verliehen, die eine kirchenmusikalische Tätigkeit von mindestens einhundert Jahren nachweisen können. |
| Ambrosius-Medaille        | Die Ambrosius-Medaille des ACV, die im Gedenken an den hl. Mailänder Bischof Ambrosius geschaffen wurde, kann an Persönlichkeiten verliehen werden, die sich über ihren Tätigkeitsbereich hinaus in außergewöhnlichem Engagement hauptberuflich oder ehrenamtlich um die Kirchenmusik verdient gemacht haben. | Der Antrag auf Verleihung kann durch den Ortspfarrer gestellt werden. |
| Zelter-Plakette           | Die Zelter-Plakette wurde im Jahr 1956 als Auszeichnung für Chorvereinigungen, die sich in langjährigem Wirken besondere Verdienste um die Pflege der Chormusik und des deutschen Volksliedes und damit um die Förderung des kulturellen Lebens erworben haben von Bundespräsident Theodor Heuss gestiftet.   | Die Zelter-Plakette wird frühestens aus Anlass des einhundertjährigen Bestehens eines Chores auf dessen Antrag durch den Bundespräsidenten verliehen. |
| Orlando-di-Lasso-Medaille | Die Orlando-di-Lasso-Medaille bedeutet die höchste Auszeichnung des Verbandes und wird nur in besonderen Fällen aufgrund herausragender kirchenmusikalischer Verdienste auf musikforschendem, kompositorischem, musikkulturellem wie musikerzieherischem Gebiet verliehen.                                    | Eine Verleihung erfolgt durch einstimmigen Beschluss der Präsidenten der Landesverbände. |
| ACV Verdienstnadel        | Mit der Nadel und einer dazugehörigen Urkunde soll ein besonderer Einsatz im Bereich der Kirchenmusik gewürdigt werden. Mit der Verdienstnadel können beispielsweise Organisten/innen, Chorvorstände oder Kassenwarte ausgezeichnet werden.                                                                   | Die Verleihung der Auszeichnung kann formlos beim ACV beantragt werden. |
| Musikdirektor ACV         | Der Titel würdigt hervorragende künstlerische und pädagogische kirchenmusikalische Leistungen in einem Zeitraum von in der Regel mindestens 10 Jahren. Der Titel ist ein Leistungszertifikat in Ergänzung zu Diplomen und anderen musikalischen Abschlüssen.                                                  | Der Verleihung geht ein Prüfungsverfahren durch eine Kommission, bestehend aus dem Präsidium des ACV und ggf. einem Einzelmitglied aus dem Fachbeirat des ACV voraus. |

## Publikationen
Neben der Fachzeitschrift für katholische Kirchenmusik gibt der ACV Schriften, Notenausgaben und Tonträger heraus.
- Musica sacra, Bärenreiter-Verlag, Kassel ISSN 0179-356X.
- Kirchenmusikalisches Jahrbuch. Schriftleitung Ulrich Konrad.
- Schriftenreihe mit etwa 30 Publikationen zu kirchenmusikalischen Themen.